# Єзерово (Пловдивська область)
Є́зерово (болг. Езерово) — село в Пловдивській області Болгарії. Входить до складу общини Пирвомай.

## Населення
За даними перепису населення 2011 року у селі проживали 726 осіб.
Національний склад населення села:
| Національність   | Кількість осіб | Відсоток |
| ---------------- | -------------- | -------- |
| турки            | 304            | 49,2%    |
| болгари          | 290            | 46,9%    |
| цигани           | 20             | 3,2%     |
| Всього відповіли | 618            |          |

Розподіл населення за віком у 2011 році:
Динаміка населення: